# ランカスター (ペンシルベニア州)
ランカスター (Lancaster) は、アメリカ合衆国ペンシルベニア州の都市。ランカスター郡の郡庁所在地である。人口は5万8039人（2020年）。薔薇戦争にならって「赤バラの市（the Red Rose City）」としても知られる。

## 歴史
ランカスターの地は1681年のウィリアム・ペンの「ペンの森勅許状」の一部である。ランカスターは1734年にジェイムズ・ハミルトンによって作られた計画都市であり、1742年にボロとなった。市制を執行したのは1818年だった。ランカスターの名前はイギリスの都市であるランカスターに因み、ジョン・ライトによって名付けられた。市のシンボルである赤薔薇はランカスター家のものである。1850年、イギリスのランカシャーにあるランカスター城を真似てランカスター郡刑務所が造られた。市で最も古い教会は、1729年に建てられたトリニティ・ルーテル教会である。1795年に造られたフィラデルフィア - ランカスター道路は合衆国でも最初の長距離舗装道路である。
ランカスターは1777年9月27日の一日のみアメリカの首都だった。フィラデルフィアがイギリス軍に占領されたために、そこを逃れた大陸会議がランカスターで会議を行い、すぐにさらに遠くのヨークに移った。1799年から1812年までペンシルベニア州の州都だった。州都はその後州の中心に近いハリスバーグに移された。
有名なルイスとクラークの調査が始まる前に、メリウェザー・ルイスがランカスターを訪れ、天文学者のアンドルー・エリコットと共同で緯度と経度を測る訓練を積み、太平洋の調査に備えた。
1821年、ランカスターに移住してきていたドイツ人によって、クリスマスにクリスマスツリーを飾る習慣が始まった。
1863年6月28日、南軍の進撃を止めるために土地の民兵がコロンビア=ライツビル橋に火を着けて落とし、ランカスター市への入市を食い止めた。この戦術はロバート・E・リーの南軍に撤退を強いたのみならず、間接的にゲティスバーグの戦いに導き南北戦争の流れを変えたことになった。コロンビア=ライツビル橋はランカスター郡とヨーク郡を結ぶものだった。
フルトン歌劇場が1852年に落成した。これは合衆国で現在も公演を続けている最古の劇場である。1920年に劇場の所有者が不道徳な内容の風刺劇を乗せて逮捕され、その後は半世紀以上も劇場というよりは二級映画館として運営されていた。フランク・W・ウールワースが1879年6月21日、クィーン・ストリートに最初の5セント・ストアを開いた。これは、ニューヨーク州ユーティカでは「グレート・5セント・ストア」と呼ばれる初期のニッケル硬貨による販売店であったが、3ヶ月後には閉店した。翌1880年11月6日、この時は「ウールワース・5・アンド・10」として開店した。ランカスターの最初の店は高層のビルに置き換えられ、屋根付き庭園もあった。最後のウールワース店舗は1998年に閉店し、運営会社はフットロッカー（スポーツ用品店）として生き残っている。1886年にミルトン・S・ハーシーがランカスター・キャラメル・カンパニーを創業した。ハーシーはマウント・ジョイにあったその会社を百万ドルでアメリカン・キャラメル・カンパニーに売却し、1905年、その資金を使ってハーシーの故郷であるデリー・チャーチにハーシー・チョコレート工場を造った。
ランカスターは2000年にオール・アメリカ・シティ賞を受賞した。

## 地理
ランカスターは北緯40度2分23秒 西経76度18分16秒 / 北緯40.03972度 西経76.30444度 (40.039860, -76.304366) に位置する。標高は112メートルである。
ランカスターは、州都ハリスバーグから南東に54キロメートル、フィラデルフィアからは西に112キロメートル、ボルティモアから北北東に88キロメートル、ワシントンD.C.からは北に139キロメートルの位置にある。
近在の町とボロには、ミルスビル、ウィロー・ストリート、イースト・ピータースバーグ、リティッツ、ランディスビル、マウントビル、ローツビル、レオラがある。
アメリカ合衆国統計局によれば、総面積19.2km2 (7.4平方マイル)、水域率は0.14%である。

## 文化財
市内には多くの古典様式の建築物が残っている。

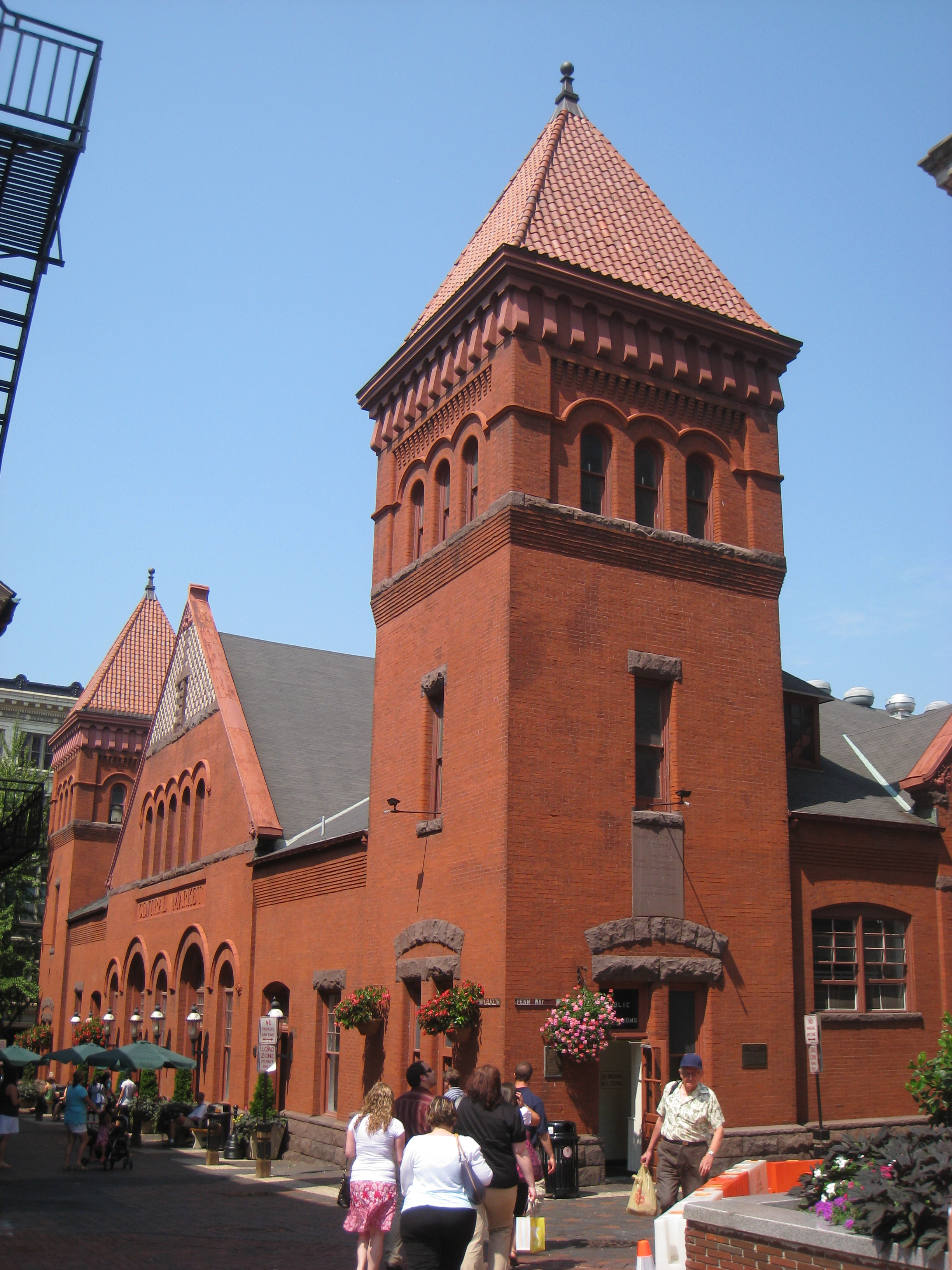
中央市場

- ドイツ風すなわち植民地風、1710年 - 1770年、ハワード・アベニュー125の家
- ジョージア風、1730年 - 1790年、ロック・フォード・プランテーション
- 連邦風、1790年 - 1835年、ジャコブ・エイチホルツ・ハウス
- 復古調、1840年 - 1860年、ジョン・ブラック・マンション
- イタリア風、1850年 - 1895年、ロイベン・ベール・マンション
- 第二帝国風、1860年 - 1895年、ジョン・アイブ・ハートマン・マンション
- アン王妃様式、1876年 - 1910年、ウィリアム・ザーム・シナー・マンション
- ロマネスク復古調、1860年 - 1900年、ペン広場の中央市場
- ボー・アート調、1880年 - 1930年、ハーガー・ビルディング
- 植民地復古調、1880年 - 1955年、ノース・シッペン通り43の家
- アール・デコ調、1925年 - 1945年、マックニンチ・ビルディング

## 人口統計
ランカスター市は、郡部よりも非白人率が高い。プエルトリコ人や他のラテン系民族が多く住んでいる。2000年の統計では24.34%がプエルトリコ人を先祖に持つ者であった。これはペンシルベニア州の中でも高い値である。ランカスター市では毎年プエルトリコ祭りを開催し、ヒスパニックの文化遺産を祝う。市の東部はアーミッシュ農夫が集中して住んでおり、馬に曳かせたバギーが見られる。アーミッシュの集中程度では合衆国でも高い方であり、アーミッシュの型通りの町が残っている。
2000年の人口統計によれば、人口は56,348人、20,933世帯、12,162家族となっている。人口密度は2,940.0人/km2（7,616.6人/平方マイル）である。家屋数は23,024軒であり、家屋密度は1,201.3軒/km2（3,112.1軒/平方マイル）である。人種構成は、白人61.55％、黒人14.09%、ネイティブ・アメリカン0.44%、アジア系2.46%、太平洋諸島出身者0.08%、他民族17.44%、2種以上の混血3.94%となっている。ヒスパニックあるいはラテン系は30.76%である。
20,933世帯があり、そのうち31.6%は18歳未満の子供と同居している。33.4%は同居している既婚者、19.0%は夫のいない女性の世帯、41.9%は非家族である。1人住まいは33.1%、9.9%は65歳以上の独居高齢者である。1世帯あたり2.52人、1家族あたり3.23人となっている。
年代別構成をみると、18歳未満27.5%、18歳から24歳まで13.9%、25歳から44歳まで30.5%、45歳から64歳まで17.7%、65歳以上10.5%となっている。年齢中央値は30歳である。女性100人に対し男性は95.2人、18歳以上の女性100人に対し男性91.4人である。
1世帯当たりの収入中央値は29,770ドルであり、1家族あたりでは34,623ドルとなる。男性は27,833ドル、女性は21,862ドルである。1人当たりの収入は13,955ドルである。17.9%の家族と21.2%の人は貧窮線より下であり、18歳未満人口の29.2%、65歳以上人口の12.9%を含んでいる。

## 経済
ランカスター市は特に南東地区で高い失業率に苦しんでいる。1999年のこの地区の失業率は、調査単位によって3.5%から10.9%であり、郡部は4.9%に過ぎない。ランカスター郡労働力調査局は持続する失業問題を「人々は働いてはいるが、貧乏の縁で生き残っているだけだ」と見ている。しかし、市外では1999年から2002年の間で34,900の雇用が増え雇用率は18%の増加となった。
ランカスター市は最近、専門店、ブティック、バー、クラブの数が急激に増加する中で、市街地の公共施設や場所への再投資を進めてより住みやすい町に再生しようとしている。
1999年以降、ランカスター郡会議場当局、ペン広場商工会および市の再開発委員会が、300室のマリオット・ホテルと22万平方フィート（2万平方メートル）の税金で賄われる展示場を、元ワット＆シャンド百貨店があった場所にファサードのみ残して建て直そうという計画を立てて議論を呼んでいる。この計画の支持者は市中心部が活性化されると信じている。しかし、反対者は税金納入者にとって重大なリスクがあると感じている。この計画はタデウス・スティーブンスの家のような歴史的遺跡の破壊も含んでいる。
また別に、アームストロング・ワールド・インダストリーズが使用していた汚染された工場跡を、フランクリン・アンド・マーシャル・カレッジの運動場に転用する計画もある。この動きは以前の工場地帯の大部分を取り込む可能性がある。その北東隅はランカスター・ジェネラル病院の資金で開発される。病院の計画では、ランカスターの五番目状に整備された街区にいくつかを付け加える多用途開発である。フランクリン＆マーシャル・カレッジの学長ジョン・フライはハリスバーグ道路沿いに学生向け寄宿舎やアパートの建設を提唱してきた。

## 交通
アムトラックのランカスター駅はマックガバンアヴェニュー53にある。
アムトラックのランカスター駅に停車する列車は下記の通り。
ピッツバーグとニューヨーク間の昼行長距離列車ペンシルベニアン号…1日1往復停車
ハリスバーグとニューヨーク間の昼行中距離列車キーストン・サービス号…1日13往復停車
とりわけフィラデルフィアよりランカスターを経てハリスバーグに至る区間はキーストン・サービス号により高速かつ高頻度に列車が運行されている。
ランカスター市内と周辺では、レッド・ローズ・トランシット・オーソリティ (RRTA) がバス輸送事業を行っている。RRTAの本社はランカスター市の外にある。
キャピトル・トレールウェーの路線がランカスターとキング・オブ・プロシア、フィラデルフィアおよびニューヨークをつないでいる。
市中心部の北、リティッツのすぐ南にランカスター空港がある。

## ランカスター出身の著名人
- A・ラファエル・ベック：画家、壁画家
- ジョン・ヘンリー・アウグストス・ボムバーガー：ウルジヌス・カレッジの創設者で初代学長
- アンディ・ボールドウィン：中尉、医師、テレビ番組のパーソナリティ
- ジェームズ・ブキャナン：第15代アメリカ合衆国大統領
- チャールズ・デムース：画家
- トリスタン・エゴルフ：著述家
- アンドリュー・エリコット：測量士、ワシントンD.C.の配置を完成、北西領土の境界を調査、ルイスとクラークの調査が始まる前に、メリウェザー・ルイスに測量技術を教えた。
- ロバート・フルトン：政治家、画家、クレルモン蒸気船の開発者
- ジーン・ガーバー：プロ・バスケットボール選手
- エドワード・ハンド少将：初期の愛国者
- トム・ハー：元メジャーリーグベースボール選手、ランカスター・バーンストーマーズ元監督、ヘーガーズタウン・サンズ監督
- ミルトン・ハーシー：ハーシー・カンパニー創設者
- ロバート・ルッツ：元テニス選手
- ヘレン・レイメンスナイダ・マーチン：小説家
- トマス・ミフリン：政治家、アメリカ合衆国憲法の署名者
- ジョン・パリッシュ：プロ野球選手、ボルチモア・オリオールズ
- ジョン・F ・レイノルズ少将：南北戦争の指揮官
- ブラッド・ルッター：テレビのクイズ番組でチャンピオン
- ケビン・シャフター：プロ・フットボール選手、クリーブランド・ブラウンズ
- タデウス・スティーブンス：奴隷制廃止論者で急進的共和党議員
- ダニエル・B・ストリックラー中将：両世界大戦と朝鮮戦争を経験した退役軍人、ペンシルベニア州副知事
- ブルース・スーター：元プロ野球投手、2006年に野球殿堂入り
- ジュニア・バスケス：ニューヨークシティのDJ、プロデューサー
- マリアンヌ・ウィギンス：著述家、やはり著述家のサルマン・ラシュディの元妻
- クリス・ウィルソン：プロ・フットボール選手、カンザスシティ・チーフス
- フランク・W・ウールワース：実業家、「ウールワース・5・アンド・10」
- マーサ・デ・ラウレンティス：映画プロデューサー

## スポーツ
| Team                             | Sport    | League                                             | Championships | Venue                    |
| -------------------------------- | -------- | -------------------------------------------------- | ------------- | ------------------------ |
| ランカスター・バーンストーマーズ | プロ野球 | アトランティックリーグ（フリーダム・ディビジョン） | 1位(2006年)   | クリッパー・マガジン球場 |

### 野球
ランカスター市にはアメリカ独立リーグのアトランティックリーグに加盟するランカスター・バーンストーマーズが存在する。以前に在籍したランカスター・レッドロージズの穴を埋め44年ぶりに復活した。ランカスター・バーンストーマーズの名前は、周辺で興行試合をやっていた巡業野球選手と土地の多くの農夫達に因むものである。バーンストーマーズはレッドロージズの伝統を引き継ぎ、球団カラーはネイビー・ブルー、赤、およびカーキ色である。2007年が初めてのシーズンであり、昔のライバルチームであった隣接するヨーク市のヨーク・レボルーションとの戦いが復活する。
元プロ野球選手トム・ハーの出身地でもある。ハーはセントルイス・カージナルス、フィラデルフィア・フィリーズ、ニューヨーク・メッツ、サンフランシスコ・ジャイアンツの選手であった。メジャーを引退後、ヘンプフィールド高校のブラックナイツ野球チームのコーチを数年務めた。ヘルはこの時に息子のアーロン・ヘルもコーチした。ヘルは2004年にランカスター・バーンストーマーズの監督に就任し、成績は惨憺たるものだったが、2006年は初めて優勝した。この直後にハーはワシントン・ナショナルズの興味を引くことになり、1Aレベルのヘーガーズタウン・サンズ監督に指名された。
ランカスター・バーンストーマーズはもう一人の元メジャーリーガー、リック・ワイズを投手コーチに採用した。ワイズは1975年のワールドシリーズ第6戦でボストン・レッドソックスの勝利投手となった。他にもクリーブランド・インディアンス、フィラデルフィア・フィリーズ、サンディエゴ・パドレス、セントルイス・カージナルスでプレイした。
2009年にはハーのフィリーズ時代のチームメイトであったボン・ヘイズが監督に就任し、ハーがベンチコーチとして復帰。ハーの長男も選手として所属する。
2010年には、仁志敏久（元読売ジャイアンツ、横浜ベイスターズ）が在籍した。

### 他のスポーツ
- ランカスター・レッドロージズ:以前のバスケットボール・チーム
- ランカスター・ライトニング:同上
- ランカスター・ストーム:同上
- ロージズ・ラグビーフットボール・クラブ:セミプロのラグビーチーム
- ランカスター・ライトニング:セミプロのフットボールチーム
- セントラル・ペン・パンサーズ:アイスホッケーチーム

### ランカスター・クラシック
ランカスター市では1992年以来毎年6月に、プロ自転車競技会、トム・バムフォード・ランカスター・クラシックを開催している。アメリカ・ツアーなどの一部でもある。

## 発明
- 最初の電池式腕時計が1957年、ハミルトン・ウォッチ・カンパニーから発売された。
- 黄色い砂糖でおおわれた復活祭用マシュマロのひよこ形菓子、「ピープス（英語版）」は1920年代にロッダ・キャンディ・カンパニーによって開発された。

## 大学
- コンソリデイテド・スクール・オブ・ビジネス
- フランクリン・アンド・マーシャル大学
- ランカスター・ジェネラル病院 - ランカスター健康教育学校
- ランカスター神学校
- ランカスター・バイブル・カレッジ（英語版）
- ペンシルベニア・カレッジ・オブ・アート・アンド・デザイン（英語版）
- タデウス・スティーブンス・カレッジ・オブ・テクノロジー（英語版）

## メディア
- Lancaster Intelligencer Journal, 朝刊紙
- Lancaster New Era, 夕刊紙
- Lancaster Voice
- La Voz Hispana, スペイン語新聞
- The Sunday News, 週刊新聞
- WGAL,  NBC系列テレビ局
- WLYH-TV|WLYH,  CW系列テレビ局
- WHP-TV|WHP,  CBS 系列テレビ局
- WHTM-TV|WHTM, ABC 系列テレビ局
- WITF-TV|WITF, PBS 系列テレビ局
- WPMT, FOX 系列テレビ局
- WLAN-FM, ラジオ局
- WLAN-AM, ラジオ局
- WFNM-FM, FMラジオ局.

## 見どころ
- ベテル・アフリカン・メソジスト・エピスコパル教会（地下鉄道 (秘密結社)の駅）
- ペン広場の中央市場
- カメレオン・クラブ
- デムース博物館
- フルトン歌劇場
- ランカスター文化・歴史博物館
- ランカスター美術館
- レナード&ミルドレッド・ロスマン画廊
- ルイス・アーノルド・タンガー植物園
- 自然・歴史・科学北博物館
- パーク・シティ・センター
- ホィートランド:ジェイムズ・ブキャナン第15代アメリカ合衆国大統領の農園

## 地元の企業
- アームストロング・ワールド・インダストリーズ ( Armstrong World Industries )
- アンティ・アンズ ( Auntie Anne's )
- ハーレー・インダストリーズ ( Herley Industries )
- イサックス・レストラン & デリ ( Isaac's Restaurant & Deli )
- ケロッグ ( Kellogg's )
- クンツラー & カンパニー ( Kunzler & Company, Inc. )
- ランカスター・ブリューイング・カンパニー ( Lancaster Brewing Company )
- ランカスター・ラボラトリーズ ( Lancaster Laboratories )
- マップクェスト ( MapQuest )
- ハッカー教授のロスト。トレジャー・ミニチュア・ゴルフ
- R.R.ドネリー & サンズ・カンパニー ( R. R. Donnelley & Sons Company )
- トゥィッツラーズ ( Y&S Candies )